# Campeonato de España de Ciclismo en Ruta 1985
El LXXXIV Campeonato de España de Ciclismo en Ruta se disputó en Valladolid el 23 de junio de 1985 sobre 236 kilómetros de recorrido. Pese a que había 103 preinscritos, solamente participaron 87 corredores de los que 57 terminaron el recorrido.
Tras más de cinco horas de carrera, José Luis Navarro se impuso al ganar el sprint final frente a Peio Ruiz Cabestany, plata, y a Javier Castellar, bronce; consiguiendo así su primer y único maillot rojigualda.

## Clasificación
| \| 1. \| \| José Luis Navarro \| Zor-Gemeaz \| 5h 48' 14" \| \| 2. \| \| Peio Ruiz Cabestany \| Gin MG-Orbea \| m.t. \| \| 3. \| \| Javier Castellar \| Kelme \| m.t. \| \| 4. \| \| Modesto Urrutibeazkoa \| Teka \| m.t. \| \| 5. \| \| Antonio Esparza \| Kelme \| m.t. \| \| 6. \| \| Iñaki Gastón \| Reynolds \| m.t. \| \| 7. \| \| Jesús Suárez Cueva \| Hueso \| m.t. \| \| 8. \| \| Celestino Prieto \| Reynolds \| m.t. \| \| 9. \| \| Juan Fernández \| Zor-Gemeaz \| m.t. \| \| 10. \| \| Manuel Jorge Domínguez \| Gin MG-Orbea \| m.t. \| |  |                        |              |            |
| 1. |  | José Luis Navarro      | Zor-Gemeaz   | 5h 48' 14" |
| 2. |  | Peio Ruiz Cabestany    | Gin MG-Orbea | m.t.       |
| 3. |  | Javier Castellar       | Kelme        | m.t.       |
| 4. |  | Modesto Urrutibeazkoa  | Teka         | m.t.       |
| 5. |  | Antonio Esparza        | Kelme        | m.t.       |
| 6. |  | Iñaki Gastón           | Reynolds     | m.t.       |
| 7. |  | Jesús Suárez Cueva     | Hueso        | m.t.       |
| 8. |  | Celestino Prieto       | Reynolds     | m.t.       |
| 9. |  | Juan Fernández         | Zor-Gemeaz   | m.t.       |
| 10. |  | Manuel Jorge Domínguez | Gin MG-Orbea | m.t.       |